# Tamás Vigh
Tamás Vigh (geb. 26. Februar 1926 in Budapest-Csillaghegy; gest. 18. September 2010 in Budapest) war ein ungarischer Bildhauer und Medailleur.

## Leben und Werk
Tamás Vigh gilt als eines der am talentiertesten ungarischen Bildhauer der Mitte des 20. Jahrhunderts.
Vigh schuf u. a. eine Büste für den Poeten Miklós Radnóti, der ein Opfer des Holocaust war. In das Oeuvre der Denkmaler Vighs zählt auch der Volksaufstand in Ungarn 1956. Das äußert sich unter anderem in seiner 2006 entstandenen Statue des ungarischen Historikers Zoltán I. Tóth (1911–1956). Eine seiner von ihm geschaffenen Medaillen galt dem Chefarzt und Ophtalmologen Ferenc Papolczy (1901–1971), die er 1977 schuf. Medaillen aus seiner Hand befinden sich auch in deutschen Sammlungen wie u. a. in den Staatlichen Kunstsammlungen Dresden. Über seine Gestaltungsweise wurde beispielsweise so geschrieben: Tamás Vigh is freer in its approach,  has assimilated certain surrealistic elements and is looking for a new symbolism. Ab 1975 lehrte er an der Ungarischen Akademie der Schönen Künste (bis 1986). Seine Werke finden sich in zahlreichen öffentlichen Sammlungen, wie der Ungarischen Nationalgalerie (Budapest) bzw. dem Janus Pannonius Museum (Pécs). Sie befinden sich auch im öffentlichen Raum. Seit 1992 ist Tamás Végh Mitglied der Ungarischen Akademie der Künste.

## Ehrungen

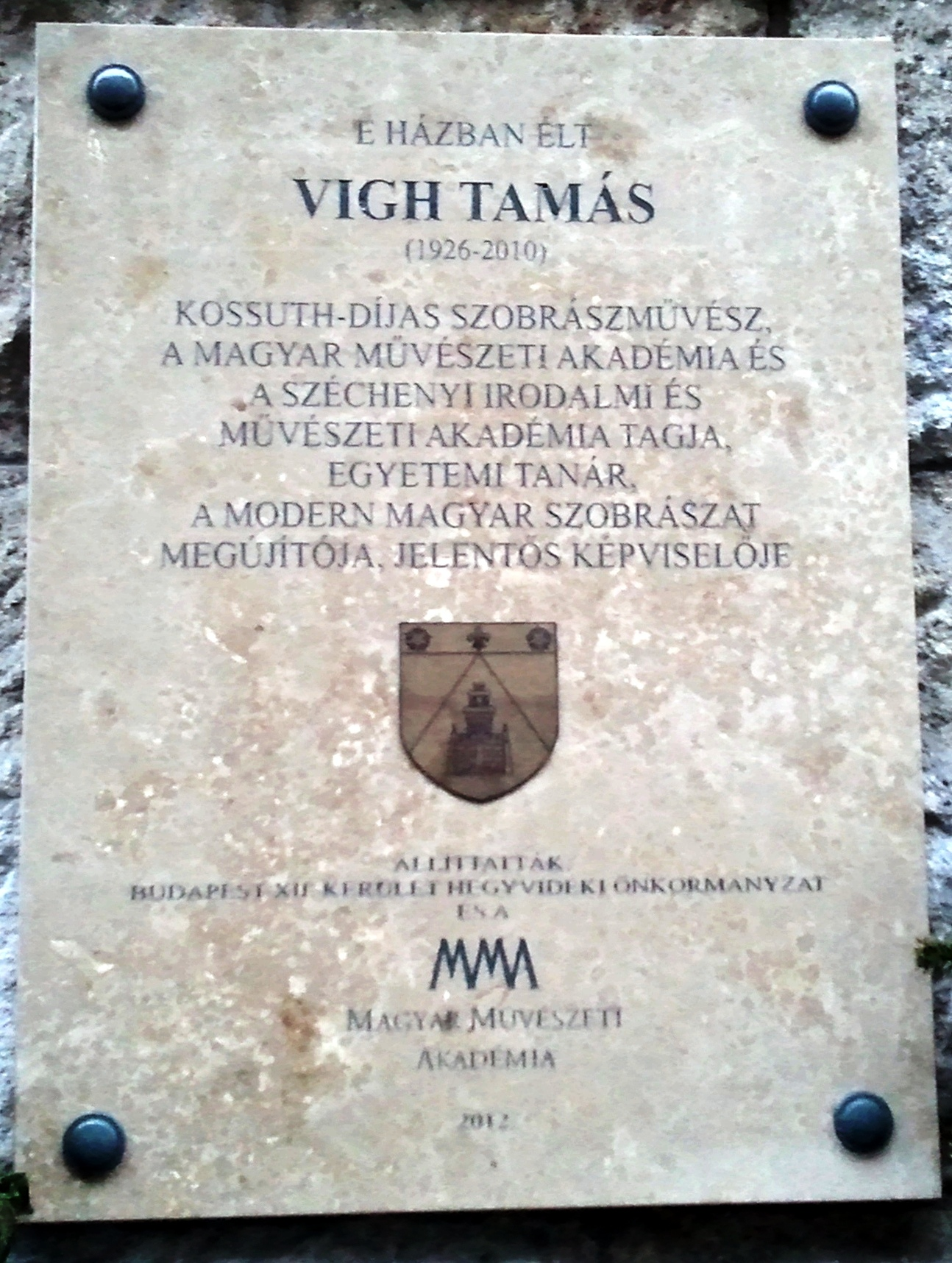
Gedenkplatte für Támas Vigh

- 1978 bekam Vigh den Kossuth-Preis verliehen.
- Der Budapester Stadtteil XII und das ehemalige Wohnhaus von Tamás Vigh in der Városmajor Straße wurden mit einer Gedenktafel an der Fassade des ehemaligen Wohnhauses von Tamás Vigh in der Városmajor Straße bedacht, die im November 2012 von der stellvertretenden Bürgermeisterin Krisztina Fonti, György Fekete, Präsidentin der Akademie der Wissenschaften, und Barnabás, Mitglied Akademie der Wissenschaften, eingeweiht wurde.

## Werke (Auswahl)
- Sandor-Petöfi-Denkmal, Weimar 1976
- Denkmal zum 125. Jahrestag des Beginns der Regulierung der Theiß im Jahr 1846, Tiszalök 1971
- János-Arany-Büste, Csanádapáca 1976
- Miklós-Radnóti-Büste, Budapest 1969
- Denkmal für Gabor Sztehlo, Lutherischer Pastor, Budapest 2009[7]
- Baumriese, Budapest 1952[8]
- Statue des ungarischen Historikers Zoltán I. Tóth (1911–1956), Budapest 2006.
- Büste Béla Bartók, 1970[9]